# 近代早期欧洲

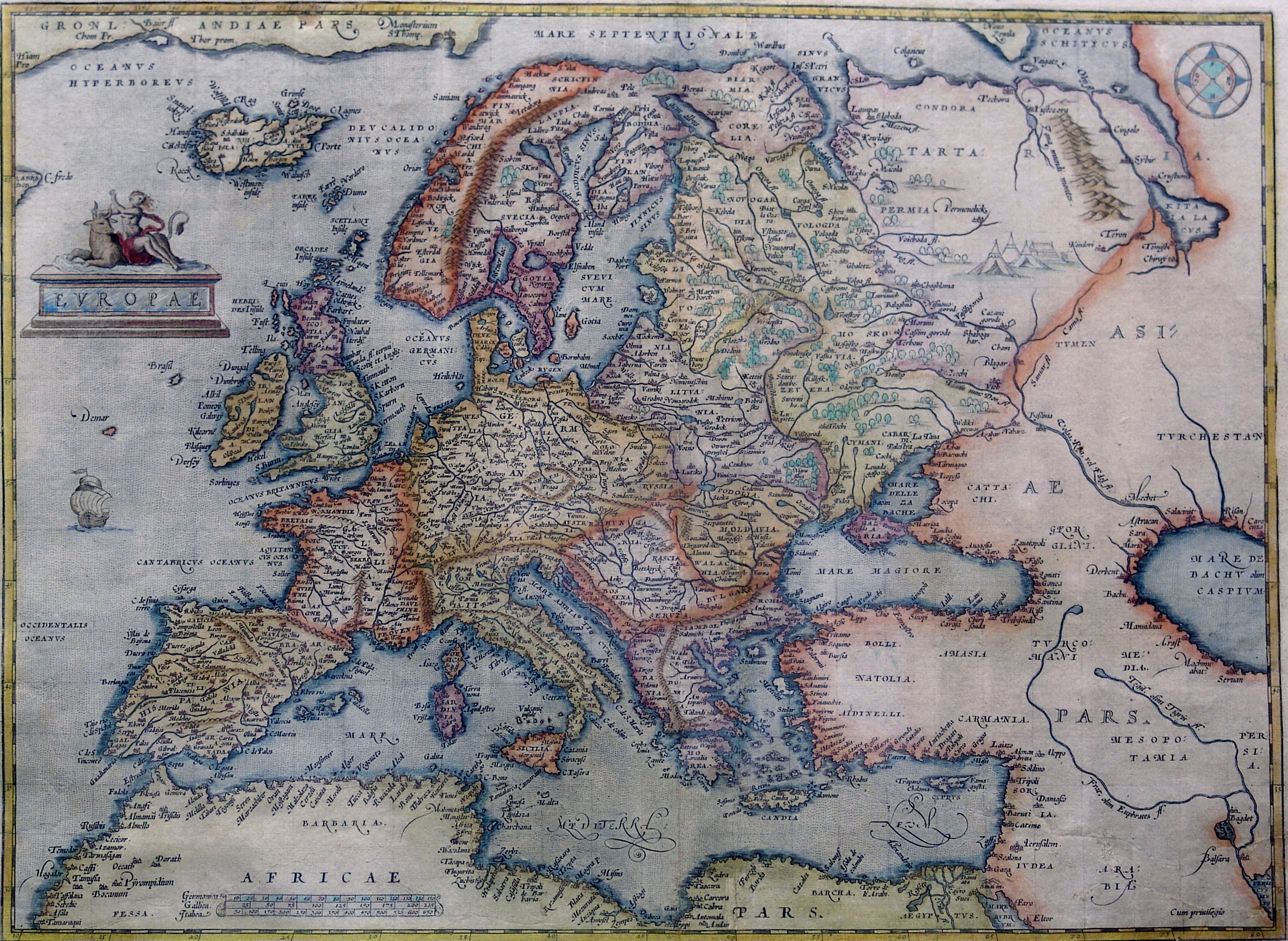
亚伯拉罕·奥特柳斯：欧洲地图，1595年。

近代早期欧洲，即后中世纪时期，指的是欧洲历史上中世纪之后第一次工业革命之前的一段时期，大致时间是从十五世纪末到十八世纪末。

## 站外链接
- 文艺复兴研究会 （页面存档备份，存于）